# Erythrolamprus bizona
Erythrolamprus bizona es una especie de serpiente de la familia Colubridae. Es endémica de Centroamérica y el norte de Sudamérica. Se halla en Colombia, Venezuela, Costa Rica, Nicaragua, Panamá,  y en la Isla Trinidad (en Trinidad y Tobago).
Sus patrones de coloración son similares a los de las serpientes de coral, probablemente ganando protección por medio del mimetismo. 
Se alimenta principalmente de otras serpientes (ofiofagia). Se encuentra a menudo en la hojarasca o enterradas en el suelo de los bosques lluviosos.
Suele enterrarse en proximidades del caimito, un árbol de frutas tropicales, que suministra los nutrientes para la nidada de huevos. A su vez el árbol es fertilizado por la orina de la serpiente y el líquido embrionario.[cita requerida]